# Provincia marítima de Sevilla
La provincia marítima de Sevilla es una de las treinta provincias marítimas en que se divide el litoral de España. Comprende desde la línea que parte con rumbo 220° desde la torre del faro de la Higuera hasta su confluencia con el paralelo de El Puntazo de latitud 36º 41´N. Limita al este con la provincia marítima de Cádiz y al oeste con la provincia marítima de Huelva.
La capitanía de esta provincia marítima está situada en Sevilla. Su puerto más importante es el puerto de Sevilla.
De este a oeste consta de los siguientes distritos marítimos:
- Sanlúcar de Barrameda (SE-1): desde el faro de la Higuera hasta el caño del Yeso.
- Sevilla (SE-2): desde el caño del Yeso hasta El Puntazo.